# Colomà de Lindisfarne
Colomà de Lindsfarne, en gaèlic Colmán o Colmann (Irlanda, ca. 605 - Abadia de Mayo, comtat de Mayo, 675) fou un monjo gaèlic, abat i bisbe de Lindisfarne. És venerat com a sant per diverses confessions cristianes.

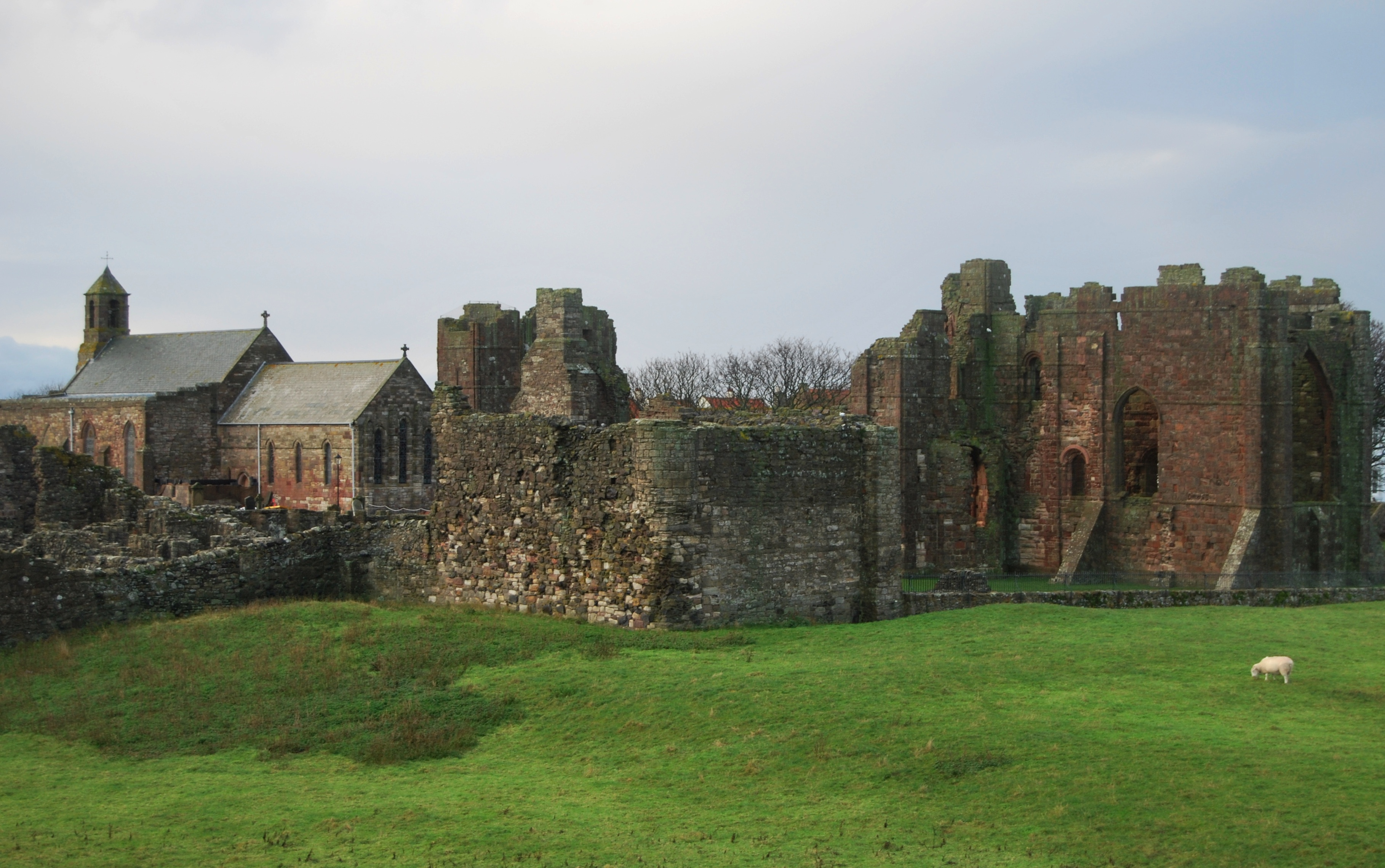
Ruïnes de l'abadia de Lindisfarne

Colomà fou monjo columbanià a l'illa d'Iona (Escòcia), d'on anà a l'abadia de Lindisfarne (regne de Northúmbria, Anglaterra). Donà suport al manteniment del ritu cèltic a l'església, malgrat les pressions de Roma per unificar-lo; pensava que d'aquesta manera es facilitava la conversió dels pagans. Entre 661 i 664 fou bisbe de Lindisfarne, succeint a Finà.
El 664 el rei Oswiu de Northúmbria convocà el sínode de Whitby, que opta pel ritu romà a la litúrgia de les illes britàniques. Colomà dimití llavors com a bisbe i amb els seus seguidors, que preferien la litúrgia cèltica, tornà a Iona, portant-hi unes relíquies de sant Aidà de Lindisfarne.
En 668, es traslladà a Inishbofin, illa del comtat de Galway, a la costa occidental d'Irlanda, on fundà un monestir. Arran d'un conflicte intern, dividí el monestir: els monjos escocesos es quedaren a Inishbofin i fundà un nou monestir al comtat de Mayo, on morí en 675.